# Erik Slatte
Erik Slatte var en svensk häradshövding.

## Biografi
Erik Slatte var son till ryttmästaren Bengt Slatte och Christina Eriksdotter (Månesköld af Seglinge). Han blev 21 januari 1620 häradshövding i Östkinds härad, Östergötland. Slatte begravdes i Vårdsbergs kyrka, där en tavla med hans och hans frus namn uppsattes.

### Egendom
Slatte ägde Malmö i Kvillinge socken och Slattefors i Landeryds socken.

### Familj
Slatte var gift med Carin von Scheiding (född 1586), dotter av hovmästaren Christoffer von Scheiding och Magdalena Rosengren. De fick tillsammans barnen kornetten Christoffer Slatte (död 1632) vid Södermanlands ryttare, överstelöjtnanten Nils Slatte (död 1638), hovjunkaren Claes Slatte (1615–1657), Gunilla Slatte som var gift med Jöns Rosenstråle, Magdalena Slatte (död 1644) som var gift med majoren Magnus Drake af Hagelsrum och Christina Slatte.